# Pseudomys calabyi
Pseudomys calabyi is een knaagdier uit het geslacht Pseudomys dat voorkomt in Australië. Zijn verspreidingsgebied beslaat het Kakadu National Park en het Litchfield National Park in het Noordelijk Territorium. Hoewel deze soort oorspronkelijk als een ondersoort van Pseudomys laborifex is beschreven, wordt hij nu als een aparte soort beschouwd.
Deze soort slaapt in een hol en eet voornamelijk zaden.
Dit dier heeft een lange, platte kop. De rug is grijsbruin, geleidelijk overlopend naar de lichtbruine flanken, waarna een scherpe scheidslijn met de witte onderkant volgt. De ogen zijn groot. De staart is rozebruin met wat zwarte haren. De kop-romplengte bedraagt 75 tot 95 mm, de staartlengte 70 tot 95 mm, de achtervoetlengte 17 tot 19 mm, de oorlengte 13 tot 14 mm en het gewicht 15 tot 24 gram. Vrouwtjes hebben 0+2=4 spenen.